# Liverpool FC (Montevideo)
A Liverpool Fútbol Club, uruguayi labdarúgócsapat. A fővárosban, Montevideóban alapították 1915-ben.

## Története
A klub gyökerei 1908-ra nyúlnak vissza, amikor a Nuevo Parísi Capuchin Katolikus Iskola diákjai mérkőzéseket szerveztek. A csapat nevét a Liverpool és Montevideo közötti hajókereskedelem ihlette. A fekete és kék színekkel tisztelegtek a környék akkori nagy csapatai (Blue Titan és Defence) előtt.

## Sikerlista
- Primera División – Clausura (1): 2020
- Primera División – Apertura (1): 2022
- Segunda División (6): 1919, 1937, 1966, 1987, 2002, 2014–15
- Tercera División (1): 1916
- Torneo Intermedio (1): 2019
- Uruguayi szuperkupa (1): 2020

## Játékoskeret
2023. január 22-i állapot szerint.
| #  |     | Poszt | Név                                                      |
| -- | --- | ----- | -------------------------------------------------------- |
| 1  | URU | K     | Sebastián Britos                                         |
| 2  | URU | V     | Álvaro Gracés                                            |
| 3  | URU | V     | Emiliano García                                          |
| 4  | URU | V     | Gonzalo Pérez                                            |
| 5  | ARG | V     | Gabriel Chocobar                                         |
| 6  | URU | V     | Federico Pereira                                         |
| 10 | URU | KP    | Alan Medina                                              |
| 11 | URU | CS    | Sebastián Fernández                                      |
| 13 | URU | KP    | Hernán Figueredo ()                                      |
| 14 | URU | KP    | Martín Fernández                                         |
| 15 | URU | V     | Gastón Martirena                                         |
| 16 | URU | V     | Mathías Pintos                                           |
| 17 | URU | KP    | Thomás Chacón (kölcsönben a Minnesota United csapatától) |
| 19 | URU | V     | Jean Rosso                                               |
| 21 | URU | K     | Sebastián Lentinelly                                     |

| #  |     | Poszt | Név               |
| -- | --- | ----- | ----------------- |
| 22 | URU | KP    | Santiago Viera    |
| 23 | URU | V     | Ernesto Goñi      |
| 25 | URU | V     | Mauricio Loffreda |
| 26 | URU | V     | Lucas Lemos       |
| 27 | URU | KP    | Rodrigo Viega     |
| 28 | URU | KP    | Álex Vázquez      |
| 29 | URU | KP    | Fabricio Díaz     |
| 30 | URU | KP    | Gastón Pérez      |
| 31 | URU | CS    | Diego Cor         |
| 32 | URU | CS    | Anthony Aires     |
| 33 | URU | KP    | Nahuel Soria      |
| 37 | URU | CS    | Rodrigo Ferreyra  |
| 39 | URU | CS    | Facundo Trinidad  |
| 43 | URU | K     | Luis Barbat       |